# Jobst von Bodelschwingh
Jobst von Bodelschwingh (* 1570; † 1626) war Domherr in Münster.

## Leben
Jobst von Bodelschwingh entstammte dem rheinisch-westfälischen Adelsgeschlecht von Bodelschwingh, welches seinen Ursprung in der Grafschaft Mark hatte und aus dem zahlreiche namhafte Persönlichkeiten hervorgegangen sind. Er war der Sohn des Wennemar von und zu Bodelschwingh (1543–1583), der in erster Ehe mit Katharina von Bronckhorst und Batenburg, in zweiter Ehe mit Elisabeth Isabella von Wachtendonck zu Germenseel verheiratet war. Jobsts Bruder Wennemar war Domherr in Mainz und Würzburg. Im Jahre 1586 erhielt er eine münstersche Dompräbende und wurde drei Jahre später emanzipiert. Er war auch Stiftsherr in Xanten. Am 4. April 1594 gab er seinen Wunsch, auf die Pfründe zu verzichten, bekannt und benannte Heinrich von Düngelen als seinen Nachfolger. Das Domkapitel äußerte angesichts dessen Gesundheitszustandes hiergegen Bedenken. Jobst verzichtete zugunsten des Turnars Dietrich von Plettenberg. Dieser vergab am 5. Juni 1594 die Präbende an Heinrich von Düngelen.
Jobst heiratete im Jahre 1595 Jodoca (Josina) von Raesfeld, Tochter des Reiner von Raesfeld und seiner Frau Stephana von Mechelen zu Sandbot. Aus der Ehe sind die Söhne Franz und Reinhard hervorgegangen. Letzterer heiratete Anna Felicitas von Oeynhausen († 26. Juni 1669), die Haus Velmede in Weddinghofen erbte.